# Saint-Livres
Saint-Livres é uma comuna suíça no cantão de Vaud, localizado no distrito de Morges.